# Rio Elişeva
O Rio Elişeva é um rio da Romênia, afluente do Danúbio, localizado no distrito de Caraş-Severin.